# Тогамбай, Сагындык Бауыржанулы
Сагындык Тогамбай Бауыржанулы (англ. Sagyndyk Togambay; род. 15 февраля 2001, Астана, Казахстан) — казахстанский боксёр-любитель, выступающий в первой тяжёлой и в тяжёлой весовых категориях. Бронзовый призёр Азиатских игр (2022), бронзовый призёр чемпионата Азии (2022), серебряный призёром чемпионата Казахстана (2022), серебряный призёр чемпионата мира среди молодежи (2018), трёхкратный чемпион Азии среди молодежи в любителях.

## Любительская карьера
В августе 2018 года, в Будапеште (Венгрия) стал серебряным призёром чемпионата мира среди молодежи (до 18 лет) в весе до 81 кг. Где он в четвертьфинале по очкам (5:0) победил украинца Виталия Стальченко, затем в полуфинале прошёл опытного белоруса Алексея Алфёрова, который не вышел на бой из-за обострившейся травмы спины, но в финале по очкам (1:4) проиграл россиянину Руслану Колесникову.
Также он является трёхкратным чемпионом Азии среди молодежи.
Например в ноябре 2019 года, в Улан-Баторе (Монголия) он стал чемпионом молодёжного чемпионата Азии в категории до 91 кг, в финале по очкам (5:0) победив узбека Амиршоха Самадова.
В феврале 2021 года участвовал в весе до 91 кг на представительном международном турнире «Странджа» проходившем в Софии (Болгария), где он в четвертьфинале по очкам раздельным решением судей (2:3) проиграл опытному болгарину Радославу Панталееву, — который в итоге стал победителем этого турнира.

### 2022—2023 годы
В феврале 2022 года стал победителем в весе до 86 кг представительного международного турнира «Странджа» проходившего в Софии (Болгария), где он в финале по очкам (5:0) победил украинца Сергея Горскова.
В ноябре 2022 года стал бронзовым призёром взрослого чемпионата Азии в Аммане (Иордания) в категории до 86 кг, в полуфинале единогласным решением судей (0:5) проиграв опытному иорданцу Одаи Аль-Хиндави.
В декабре 2022 году, в Павлодаре стал серебряным призёром национального чемпионата Казахстана в весе до 86 кг, в финале по очкам (0:5) проиграв Шаймурату Кусаинову.
В конце января 2023 года, в Бангкоке (Таиланд) участвовал на чемпионате Азии среди молодёжи до 22 лет (U22) в весовой категории до 86 кг, но в четвертьфинале досрочно нокаутом в 1-м раунде проиграл узбеку Шохжахону Абдуллаеву.
В мае 2023 года участвовал на чемпионате мира в Ташкенте (Узбекистан), в весе до 86 кг, где он в 1/16 финала досрочно ввиду явного преимущества в 3-м раунде победил конголезца Натана Нланду Мбели, но в 1/8 финала по очкам единогласным решением судей (0:5) опять проиграл узбеку Шохжахону Абдуллаеву.
В октябре 2023 года стал бронзовым призёром Азиатских игр в Ханчжоу (Китай), в весе до 92 кг. Где он в полуфинале по очкам единогласным решением судей (0:5) проиграл китайцу Ханю Сюэчженю.